# Relations entre la Biélorussie et la Slovaquie
Les Relations entre la Biélorussie et la Slovaquie ont été établies en 1993, la Slovaquie a établi une ambassade à Minsk en 1995.
La Biélorussie a une ambassade à Bratislava et la Slovaquie une ambassade à Minsk.
Les deux pays font partie de l'OSCE.